# Lacrosse op de Olympische Zomerspelen 1948

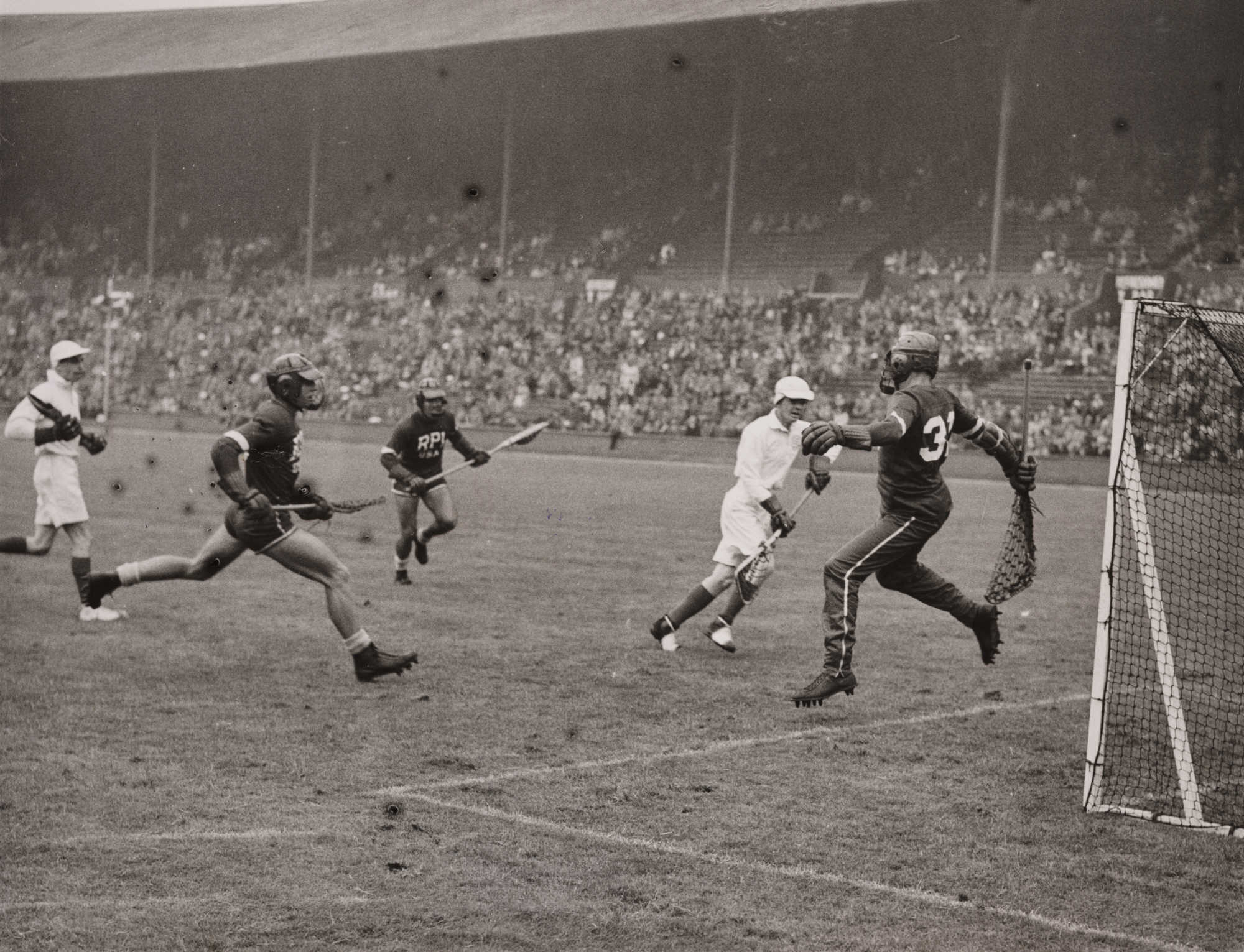
Een beeld uit de demonstratiewedstrijd lacrosse op de Olympische Spelen van 1948

Lacrosse was een demonstratiesport op de Olympische Zomerspelen 1948 in Londen. Er werd slechts één wedstrijd gespeeld: in het Wembley-stadion speelden Groot-Brittannië en de Verenigde Staten 5-5 gelijk.
St. Louis 1904 · 
Londen 1908 · 
Amsterdam 1928 (demonstratie) · 
Los Angeles 1932 (demonstratie) · 
Londen 1948 (demonstratie)
Olympische medaillewinnaars
Atletiek · Basketbal · Boksen · Gewichtheffen · Hockey · Kanovaren · Lacrosse (demonstratie) · Moderne vijfkamp · Kunstwedstrijden · Paardensport · Roeien · Schermen · Schietsport · Schoonspringen · Turnen · Voetbal · Waterpolo · Wielersport · Worstelen · Zeilen · Zwemmen